# Putat (Sedong)
Putat is een bestuurslaag in het regentschap Cirebon van de provincie West-Java, Indonesië. Putat telt 5404 inwoners (volkstelling 2010).